# Fort Neuf
Ne doit pas être confondu avec Vieux Fort (Corfou).
Le Fort Neuf, Nouvelle Citadelle ou Nouveau Fort (en grec moderne : Νέο Φρούριο et en  vénitien : Fortèsa Nova) est une forteresse vénitienne située dans la ville de Corfou, dans la nord-ouest de la vieille ville. La forteresse est chronologiquement un second point de défense après le Vieux Fort.
Construit entre 1572 et 1645, il participe au combat dans le cadre du siège de Corfou (1798-1799) et de l'incident de Corfou (1923).

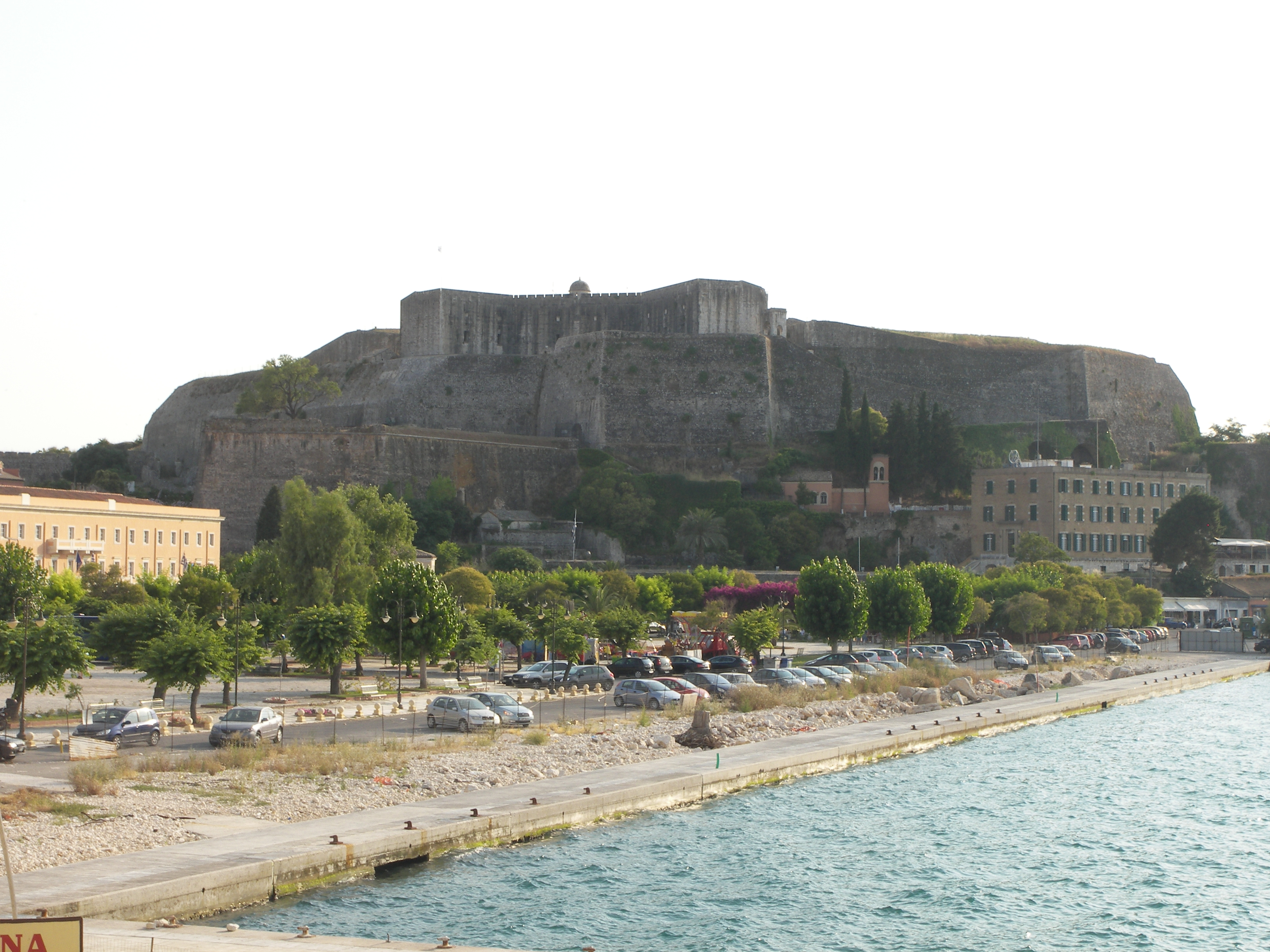
Fort Neuf vu à distance.
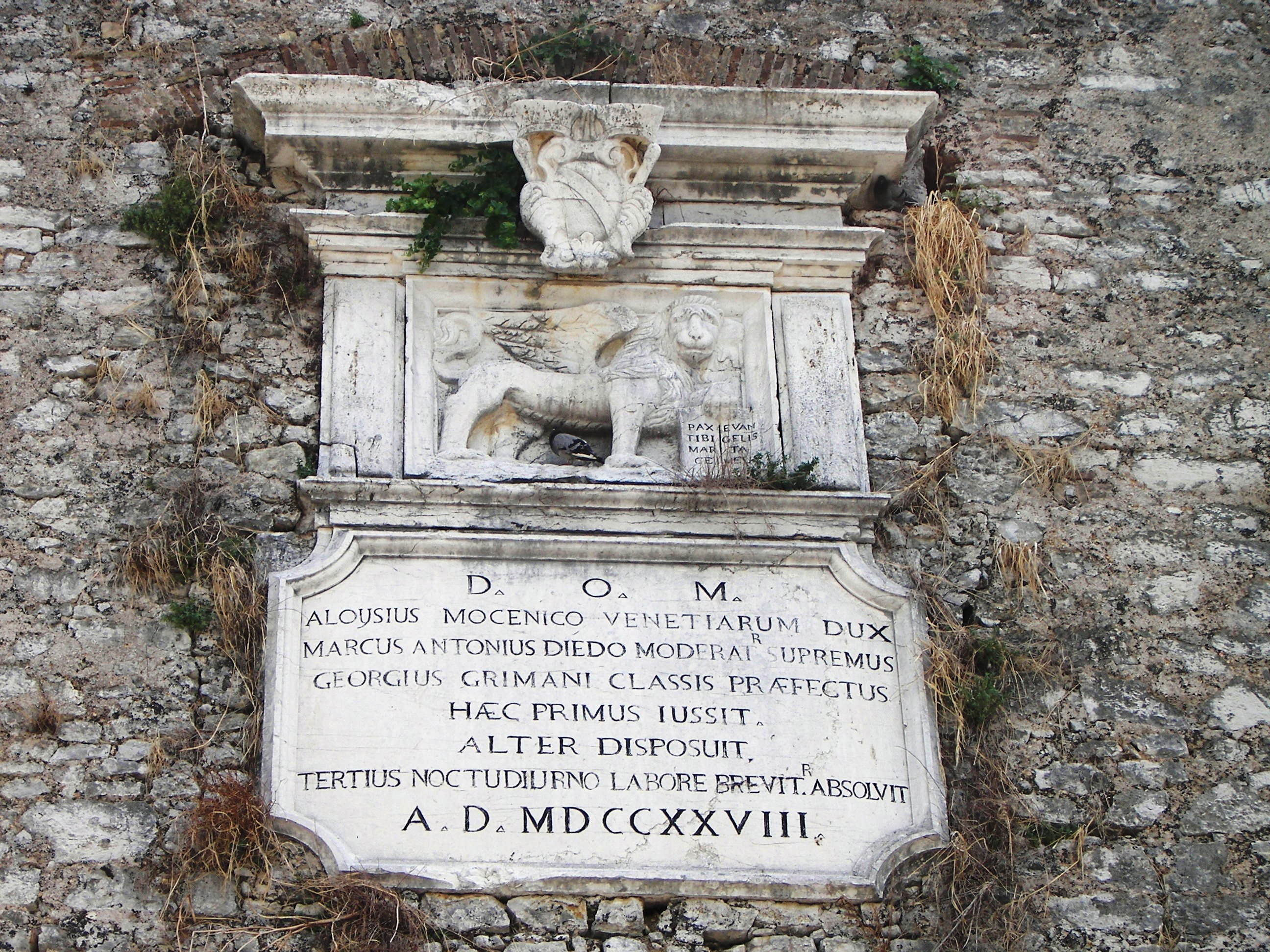
Lion de saint Marc visible sur les murs du Fort Neuf.